# Shawnee (Oklahoma)
Shawnee település az Amerikai Egyesült Államok Oklahoma államában, Pottawatomie megyében, melynek megyeszékhelye is. Lakosainak száma 31 377 fő (2020. április 1.).

## Népesség
A település népességének változása:

| 2010 | 29 857 |
| 2020 | 31 377 |